# Japanese Aero Engines Corporation
La Japanese Aero Engine Corp. (en japonais : 般財団法人日本航空機エンジン協会) est un consortium industriel et technologique japonais, rassemblant trois des plus grandes compagnies industrielles nippones (Compagnie aérospatiale Kawasaki, IHI, Mitsubishi Heavy Industries).
Depuis 1983, la JAEC participe notamment à l'International Aero Engines.

## Produits
- Rolls-Royce/JAEC RJ500
- IAE V2500
- Participation au développement du General Electric TF34 / CF34-CF34-8 et CF34-10
- Participation au développement General Electric GEnx - 787 IHI et Mitsubishi Heavy Industries participe en tant que moteur pour les entreprises
- Mitsubishi Heavy Industries et Kawasaki Heavy Industries s'associent pour développer le Torrent 1000 pour Rolls-Royce Torrent -787
- Participation au développement Pratt & Whitney-JM PW1100G - A320neo